# Lars Mörk
Lars Göran Mörk, född 8 augusti 1962 i Hudiksvall, är en svensk före detta fotbollsspelare (mittfältare).
Mörk gick 1980 från Hudiksvalls ABK till IFK Göteborg, men spelade endast två vänskapsmatcher för klubben innan han 1982 gick till lokalrivalen Gais, som då spelade i division III. I Gais fick han stort förtroende, och spelade samtliga 22 seriematcher (10 mål) när Gais vann sin serie men stupade i kvalet mot Järla IF. Han spelade sedan 13 matcher (2 mål) för Gais 1983, men åkte mitt i säsongen till USA och var inte med när Gais gick upp i division II igen. Han kom däremot tillbaka året därpå, och spelade samtliga lagets matcher 1984 och 1985 innan han gick till Gefle IF. Sammanlagt spelade han 87 seriematcher (17 mål) för Gais 1982–1985.